# Јадранска стража
Јадранска стража је била патриотска поморска организација у Краљевини Југославији. Постојала је од 1922. до 1941. године. Оснивач организације је Јурај Бјанкини.

## Историјат
Јадранска стража је била основана 19. фебруара 1922. године у Сплиту од стране неколицине сплитских интелектуалаца и родољуба. Циљ организације било је ширење свести о значају Јадранског мора, привредном, културном и општем напретку Јадрана. Настала је из потребе супротстављања отвореној намери Краљевине Италије да преузме источни део Јадрана. Уз сплитски Главни одбор, 1922. године основани су одбори у Осијеку, Скопљу и Приштини, године 1923. одбори у Љубљани, Сарајеву, Новом Саду, Дубровнику, Београду, Загребу и Крагујевцу, а 1924. године обласни одбор у Великом Бечкереку. Према Статуту из 1927. године, главни задатак јој је „очување националних обележја и поморске традиције земље, ширење народне свести о важности Јадранског мора, унапређење његовог искоришћавања и развој јадранске оријентације“. Своје активности је усмеравала ка млађем нараштају. Многи обласни одбори из континенталних делова Краљевине подизали су дечје домове у местима на обали Јадранског мора како би омогућили деци и младима да посете по први пут море и заволе га. Добровољним прилозима саградила је 1933. године школски брод Јадран и наменила га ратној морнарици.
Јадранска стража је била масовна организација, која је крајем тридесетих година бројала око 180.000 чланова у 20 обласних одбора широм Краљевине Југославије. Сарађивала је са осталим националним организацијама, као што су соколски покрет и скаути. Организација је имала развијену издавачку делатност, као што су брошуре, леци, алманаси и календари. Службено гласило Јадранске страже излазило је од 1923. до 1941. године под називом Јадранска стража у Сплиту. Посебна дела објављивала је у едицији Поморска библиотека.
Први председник Јадранске страже је био Јурај Бјанкини, који је ту дужност обављао до своје смрти 1929. године. У периоду од 1929. до 1941. године председник Јадранске страже био је Иво Тартаља, бан Приморске бановине (1929—1932).

## Симболи
Јадранска стража је имала своје препознатљиве симболе, као што су амблем, химна, униформе и застава. Знак Јадранске страже представља буздован Краљевића Марка напола извучен из мора и иницијали „ЈС“.

## Престанак рада
Јадранска стража престала је да постоји априла 1941. године, након избијања Априлског рата и разбијања Краљевине Југославије.